# اشک‌های اژدها
اشک‌های اژدها (کره‌ای: 용의 눈물; انگلیسی: Tears of the Dragon) یک مجموعه تلویزیونی کره جنوبی سال ۱۹۹۶ در ژانر درام تاریخی است. این مجموعه از ۲۴ مه ۱۹۹۶ تا ۳۱ مه ۱۹۹۸ از کی‌بی‌اس۱ برای ۱۵۹ قسمت پخش شد. وقایع این سریال از زمان تأسیس پادشاهی چوسان تا دوران سلطنت پادشاه سجونگ را شامل می‌شود. اشک‌های اژدها یکی از بهترین درام‌های تاریخی در کره جنوبی به‌شمار می‌رود و به آمار بینندگان ۴۹٪ دست یافته‌ است. همچنین نخستین مجموعه تلویزیونی است که بر پایه تحقیقات تاریخی در مورد نخست‌وزیر جونگ دو جون ساخته شده‌است.